# Ancylastrum cumingianus
Ancylastrum cumingianus, tên tiếng Anh: Australian freshwater limpet hoặc Tasmanian freshwater limpet, là một loài ốc nước ngọt hô hấp trên cạn, là động vật thân mềm chân bụng có phổi sống dưới nước thuộc họ Planorbidae. Nó là loài đặc hữu của Úc.